# Réville
Réville is een gemeente in het Franse departement Manche (regio Normandië). De plaats maakt deel uit van het arrondissement Cherbourg. Réville telde op 1 januari 2022 1.038 inwoners.

## Geografie
De oppervlakte van Réville bedroeg op 1 januari 2022 10,55 vierkante kilometer; de bevolkingsdichtheid was toen 98,4 inwoners per km².

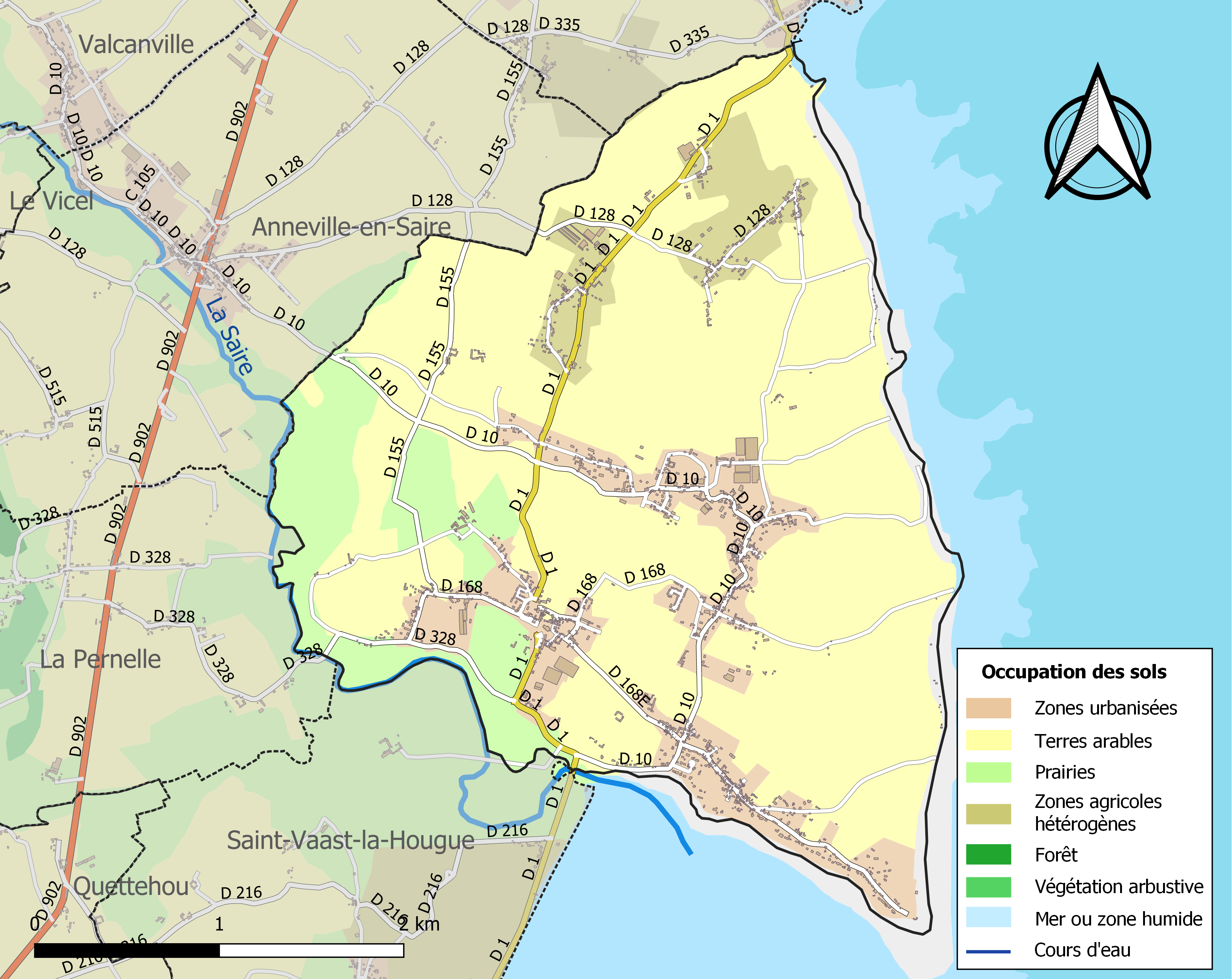
Kaart van de gemeente met de belangrijkste infrastructuur, bodemgebruik en omliggende gemeenten

## Geboren in Réville
- François Le Clerc (? – 1563), zeerover

## Geografie
De oppervlakte van Réville bedroeg op 1 januari 2022 10,55 vierkante kilometer; de bevolkingsdichtheid was toen 98,4 inwoners per km².

## Demografie
Onderstaande figuur toont het verloop van het inwonertal (bron: INSEE-tellingen).